# 機動裝甲
機動裝甲(英語: Mobile Armor)簡稱MA，又譯為機動堡壘
是日本動畫GUNDAM系列作品中虚構的武器，和機動戰士原理相似，但主要的不同在於MS以人型為主，而MA較少人型。

## 宇宙世紀(U.C.)作品中的MA
在宇宙世紀中，Mobile Armour展開則為All Range Maneuverability Offence Utility Reinforcement，亦即機動全領域汎用支援武器。雖然這定義現在被Sunrise和Bandai所承認及使用，最初的時候是在半官方的同人解說書"Gundam Century"中出現。（1981年日本動畫雜誌OUT增刊本，於2000年再版），在初代GUNDAM播出時並未有此說法。另外，此定義亦有別於實際的MA使用方法，因為大部份MA都是使用在局部地區，為了特殊戰場而特化的局地戰機體。而且，大部份也是進行單獨任務而非支援MS。
不過同時考慮到"all range"這個詞在Gundam中亦使用來形容Bit和Funnel等運用精神傳動系統( / Psycommu System)的兵器，從一般MS不可能的角度進行攻擊的「all range attack」，可能全領域一詞是指此特性。但是，在各作品與設定中只有MAN-03，MAN-08，GP03，AMX-002，MRX-009，MRX-010等等相對少數的MA符合本條件。所以，這也不是一個很有力的說法。

### MA的設計源流
一年战争前吉翁公國為軍方的新世代機動兵器舉行競標，主要軍火商之一的Zeonic公司在設計了機動戰士(MS)，而其對立公司MIP則設計代號MIP-1X被称为宇宙高机动机的機動兵器以作為對抗。但是，MIP在這次競標上面輸了，因此MA並沒有被大量生產。後來，Zimmad（另一間競爭公司，因設計並生產MS-09大魔，MSM-07魔蟹而出名）和MIP兩間公司亦接受Zeonic公司的訂單，開始大量生產MS。
雖然人型的MS由於其高度的汎用性，在GUNDAM的世界中面對傳統兵器具有壓倒性的優勢，但也由於其汎用的設計需求，也產生了在特定環境或狀況下只能發揮低落性能的問題。為了解決這個問題，部分兵器供應商與設計者開始提倡針對特定的目的（如據點防衛，火力強襲等）設計「不限定於人型」的大型機動兵器。因此MIP-X1的計劃被再次重視，而被改良為宇宙用MA「MA-05畢格羅」。之後公國軍為各種不同用途而開發出各型MA，由側重機動性與突襲戰的畢格羅、到巨大體型、據點戰應用的「MA-08畢格．薩姆」於一年戰爭末期陸續投入戰場。另外，伴隨自護研究NEWTYPE的成果，亦開發Newtype專用MA，例如艾爾美斯。
不過亦因為當時的技術限制，以及太過重視指定性能，而令到一年戰爭時期的MA性能不能夠遠超MS，而且大部份性能還在MS之下，只有專注的一項性能（一年戰爭時多為火力）可以達到超越一般MS的水平。地球聯邦軍方面則到了戰後的0083年才開發類似的兵器RX-78GP03，可是嚴格來說GP03並不是MA而亦不能分類到MA或MS任何一類。至於聯邦軍最早想要作出MA的模仿概念機，應該是在一年戰爭時的RX-76。根據模型說明書的解說，聯邦一年戰爭時大量生產的RB-79實際上是想要作出小型MA的構想。

### 各種類別的MA
一年戰爭時的MA最為人所知道是MA-05，此種MA是一種集中提升發電機出力，使得其出力能夠支持米加粒子炮的強大耗電量。這系列的機體包括測試機MA-04X以及量產機MA-05及MA-06。此型另一個特點就是特別設計為一擊脫離戰使用，除了強大的主炮之外，其機動性和操控性亦是主要的著眼點。但除了MA-06及之後的新型MA之外，最初的MA-04X及MA-05並沒有很高的推重比來保有其機動性優勢，MS-06以後的MS都比其有著更高的推重比。
另一類MA則為提高發電機出力，使其能夠有足夠的電力去維持I力場產生裝置，這系列的機體主要代表為MA-08。要注意的是，此類型MA因為有著強大的發電率，因此多會同時搭載高出力的米加粒子炮。
於0083年開始，MA進入了更為大型及多用途化的階段，其中最好的例子，就是同時搭載多種類型武裝，I力場產生裝置，高機動性AMX-002。至0087時，配合可變MA的出現，亦使得這類型MA有更高的泛用性同時又能夠保持個別戰場上的高性能。在此要注意的是，GP-03雖然在設計理念上非常接近這種MA，但是GP-03並不是以MA為目標設計，設定上並不是MA。
至0087年格里布斯戰爭與第一次新吉翁抗爭時期，為了讓單體機動兵器可以進行長距離移動，也開發了可變形為人型及非人型的「可變MA」。
另外，在一年战争時代仍處於開發階段的精神傳動系統( / Psycommu System)由於其體積尚無法縮小至MS等級，因此搭載該系統的新人類專用機也多以MA方式出現。

### 基本要求
根據2001年由Sunrise與講談社發行的官方設定資料集(ISBN 4063301109)以及各種公開設定書，MA應該最少要以下四種特性的其中兩種超越當代的MS：
1. 機動性（宇宙中的高單向加速度，大氣中或水中的高終速）
2. 運動性（高迴轉速度，大攻擊角度，高不規則移動加速度）
3. 火力（對應多種目標的持續性火力或是高出力米加粒子光束兵器）
4. 防禦力（一般為裝甲或I-Field產生器）

一年戰爭中的MA雖然設定文字上說明為加速性能極高的機體，但是帳面數字能力的設定之低卻是一種自相矛盾之處。
例如單從設定帳面能力來看，MA-05的加速性能都比一年戰爭的大部份量產型MS為低。
而MA-05應該是比MA-04X有更高性能的機體。
唯一的一年戰爭有著比MS高帳面性能的量產型MA，是在0083追加設定的MA-06。
在0079以後，MA才有著比MS更高的帳面性能，但是差不多沒有任何MA被大量生產，
而大部份都保持像0079時的用途，就是測試新技術的載台。
相反的，能達到此種要求的MS也不少，所以實際上是MA與否還是要看最原本的設計目的。
被分類為MA的兵器通常有以下的共通特徵（也存在有例外）
- 不是人型（正確的來說是不限定於人型）。依照運用場合，可能也沒有手臂等可動的肢體。
- 不使用ambac（active mass balance auto control）系统调节姿势转而使用喷口来调节姿态
- 平均體積和重量遠高於當代的各式MS。
- 擁有高出力發電機，裝備有大火力的兵器如mega粒子炮，裝甲較當代MS平均為厚，也可能搭載I力場產生裝置等額外防禦手段。
- 裝備有高出力噴射器，可提供極高的加速度，通常也可進行較長距離的巡航，但為此犧牲了迴旋能力。或
裝備有極多姿態制御噴嘴，可提供高迴轉性能，但是減少了集中一方的噴射力，因此犧牲了加速度。
- 對於可變形的機種而言，長距離移動時通常以MA型態進行。

要注意的是，MSZ-006 Zeta GUNDAM的戰機形態並不是MA形態，而是稱為Wave Rider（冲浪者）形態。大部份Zeta Project的可變MS都只有WR形態而非MA形態，除了MSZ-008 Z II之外，其他都不被認同為MA。大部份這些MS都被稱為VMsAWrs "Variable Mobile Suit And Wave Rider System"。

### 小知識
針對机动战士一篇中提到的近距離戰，肉眼的搜索能力在大氣層內限制了纏鬥的速度/距離（約5~10km），
使長距離空戰大量依靠雷達為主的感測器；而在高相對速度無從避免的宇宙作戰，就必須將接戰距離大幅拉長，維持較低的視向速度（物體相對視線移動的速度）以保留駕駛員/火控電腦反應能力；
但易於表現細節的光學設備，在免除大氣擾動後有效距離得以延伸，同時由於UC中的米氏粒子設定而替代電磁波束進行廣域探查。
而MA身為機動兵器的不足點，乃是在慣性定律下，其龐大的體積其實妨礙加速力的發揮；

在大氣層內的空戰，一般而言機身較重/推力較大的高速機

多以受引擎性能影響較大的能量戰法（Boom & Zoom, etc.），乃至不作糾纏的一擊離脫（Hit & Run）

在WVR（Within Viusal Range，視距內）戰鬥中對抗較靈敏之低速機，但仍受人體反應速度及/或纏鬥雙方在能量消耗效率的差別而有所限制，BVR（Beyond Viusal Range，視距外）飛彈的實用化雖使新一代戰機重視高速巡航以換取發射初始動能，但迴轉機動性能仍決定脫離敵飛彈NEZ（No escape zone，不可逃脫區域）的反應能力，

以及一旦需要進入近戰時的存活率，是故不可能如60年代F-106、MIG-25等攔截機偏重於極速。
而在宇宙空間，光學設備有效偵測距離已達到與電磁波束相匹敵的程度，
使有效接戰距離與視距相較於大氣圈更為衍伸，於是允許在秒速以km計的相對速度下進行宇宙戰；

同時因為真空環境使3D運動困難度高於直線加速（無法利用氣動翼面，而需仰賴遠離質心的姿勢制御噴嘴），

故UC中於米粒問世前仍遵照以上物理限制，交戰型態以長距離的大型飛彈/光束砲集火射擊為主，

此時有效射程/酬載/續航力/防護力遜於戰艦的宇宙戰機（可視作MA前身）並無法脫離輔助地位存在。
米粒問世後封鎖了光學影像外導引方式的有效運用，而戰艦/戰機使用長程，乃至BVR飛彈的能力受封鎖，勉強以光束砲維持長程接戰的能力；但MS在保持宇宙戰具與生俱來的高速度的同時，以角速度變化下的運動方式及/或靈活的武器配置在得到機身高閃避率的同時獲致武器高指向率，且藉光束步槍擁有與戰艦同級的火力，

至於MA單獨加強火力/高速持續大型化，在走向如戰艦高運動耗能的同時，卻無法獲致戰艦的高火力密度，而高推重比只是讓其巨大機體避免陷入近戰無從脫逃的保命條件，並無法改變在機身/機員負荷上升的影響下，身為機動兵器所應具的高角速度早已被削弱的事實；

在同等級取向兵器的比較中，這種戰術面弱勢已足夠宣佈其居於下風，而未必需要比較其戰略運用上高整備費用、低出擊架次/配屬彈性的不利點

## 其他系列
一般來說活躍程度較宇宙世紀低，相信是因為系列標題名稱便是機動戰士。

### 未來世紀(F.C.)
G GUNDAM因為軍隊被架空成警察般的治安部門，本來多用途的MS本身都向比賽用的MF發展，所以比較特化用途單一的MA登場不多。最重要是最後敵人首領的魔鬼高達。而日本軍方還有一種叫灰色幽靈的MA。

### 戰後時代(A.W.)
GUNDAM X本傳時代MA產量不多
，但作品中仍然使用戰時宇宙革命軍制造的MA。

### 宇宙紀元(C.E.)
在機動戰士GUNDAM SEED等宇宙紀元作品中，MA被當作所謂的戰鬥機等作戰載具的發展型態，擁有「與戰車，戰艦相等的火力與裝甲，與戰鬥機相等的機動性與空戰能力，以及近距離纏鬥能力」的理想兵器。（代表例：Mebius Zero等。）實際上面對MS戰鬥時雖然經常處於苦戰狀態，但加速性則遠高於MS。
在「SEED DESTINY」的時代則出現了體積遠大於或等於一般MS的MA，並且對於MS近身格鬥時仍保有一定的作戰能力。

### GUNDAM AGE
因為銀杯條約導致武備結廢弛而起初不存在MA。
但域根不受到限制外，意外拾獲EXA-DB可以制造，井發覺到EXA-DB其自己成了巨大的MA。

### 「戰後」(P.D.)
只在機動戰士GUNDAM 鐵血的孤兒第二季的「機動裝甲篇」中登場。一反其他鋼彈作品的傳統，該作的MA先於MS發明。
在三百年前的人類與MA的「厄祭戰爭」爆發之前，自動化機械曾是人類繁榮的象徵之一，並在各勢力之間積極推動自動化的戰爭。然而、因為過度追求效率，讓在這過程中開發出來MA進化成了過剩的殺戮兵器，並發展成超出人類掌控的存在。其高智能AI能自行搜索目標、生產子機，而子機又帶有修復和防衛兼尋找能源和材料的功能。不只動作靈敏，還能自給自足，也沒有類強化人的駕駛員，因此也沒有道德標準和其帶來的苦惱。在大戰裡曾殺戮地球上四分之一的人類，更毀滅了人類文明。主動力是來自身上搭載的「亞哈反應爐」，因為機體表面被奈米積層裝甲牢牢保護著，讓它們非常不容易被破壞。而人類為為了擊潰MA而大量生產開發名為MS的人型兵器，確立了MA與MS互為天敵的關係。
雖然擁有該作MS所沒有的光束武器，但對「奈米塗層裝甲」卻沒有太大的效用，僅做為殺戮人類用的武裝而搭載在MA身上。